# Kieł
Kieł (łac. dens caninus, l.mn. kły – dentes canini) – jednokorzeniowy ząb charakterystyczny dla uzębienia heterodontycznego, służący do chwytania, przytrzymywania i rozrywania pokarmu, a także do obrony. Występuje parzyście w dolnym i górnym łuku zębowym. Kły znajdują się za siekaczami i mają zwykle kształt stożkowaty, mało zakrzywionych haków albo, jak u człowieka, całkiem prosty. Są ostre i duże, zwykle wyższe od pozostałych zębów, szczególnie silnie rozwinięte u drapieżnych i świniowatych. U przeżuwaczy nie występują kły górne a dolne upodabniają się do siekaczy. U gryzoni i zającowatych całkowicie brak kłów.
Człowiek ma dwa kły w każdej szczęce (2 kły w szczęce i 2 kły w żuchwie). Są nazywane „trójkami”, liczy je się bowiem od przyśrodkowego siekacza w szczęce lub w żuchwie.
Jedną z cech pozwalających odróżnić płeć danego gatunku (dymorfizm płciowy) u kopytnych jest różnica w wielkości i kształcie kłów. U koni rozwinięte kły występują wyłącznie u samców (u samic zwykle brak, czasem szczątkowe). Dzik posiada bardzo ostre kły, zwane szablami (żuchwa) i fajkami (szczęka).